# Velîkomîhailivka, Sînelnîkove
Velîkomîhailivka (în ucraineană Великомихайлівка) este localitatea de reședință a comunei Velîkomîhailivka din raionul Sînelnîkove, regiunea Dnipropetrovsk, Ucraina.

## Demografie
Componența lingvistică a localității Velîkomîhailivka
     Ucraineană (96,64%)
     Rusă (3,02%)
     Alte limbi (0,34%)
Conform recensământului din 2001, majoritatea populației localității Velîkomîhailivka era vorbitoare de ucraineană (96,64%), existând în minoritate și vorbitori de rusă (3,02%).